# Federico Moreno Torroba
Federico Moreno Torroba (Madrid, 3 marzo 1891 – Madrid, 12 settembre 1982) è stato un compositore spagnolo.

## Biografia
Torroba è spesso associato alla zarzuela, un tradizionale genere musicale spagnolo. Ha diretto parecchie compagnie d'opera ed ha contribuito a introdurre la zarzuela al pubblico internazionale. Tuttavia, è probabilmente più conosciuto per le sue composizioni per chitarra classica, ispirate e consigliate dal chitarrista spagnolo Andrés Segovia nella sua opera di ampliamento del repertorio della chitarra classica nella prima metà del '900. 

## Carriera
Ha composto numerose opere, sia nella forma tradizionale spagnola, sia per concerti in sala. Ha raggiunto il suo più grande successo con la zarzuela Luisa Fernanda (1932) e La chulapona (1934). Tra le più conosciute ci sono anche La Virgen de Mayo (1925) e El Poeta (1980 con Plácido Domingo).

## Opere

### Zarzuela
- La mesonera de Tordesillas (1925)
- La marchenera (1928)
- Azabache (1932)
- Luisa Fernanda (1932)
- Xuanón (1933)
- La chulapona (1934)
- El duende azul (1946, with Rodrigo)
- Baile en Capitanía (1960)
- Ella (1966)

### Opera
- La Virgen de Mayo (1925)
- El Poeta (1980)

### Composizioni per chitarra
- Aires de La Mancha
- Burgalesa
- Castillos de España (Sigüenza, Manzanares el Real, Alba de Tormes, Montemayor, Alcañíz, Javier, Torija, Simancas, Zafra, Turégano, Rebada, Alcázar de Segovia, Olite, Calatrava)
- Estampas (per quartetto chitarre)
- Madroños
- Nocturno
- Piezas características (Preámbulo, Oliveras, Melodía, Albada, Los Mayos, Panorama)
- Puertas de Madrid (Puerta de San Vicente, Puerta de Moros, Puerta de Toledo, Puerta de Alcalá, Puerta del Ángel, Puerta Cerrada, Puerta de Hierro)
- Rafagas (per quartetto chitarre)
- Serenata Burlesca
- Siete Piezas de Álbum (Chisperada, Rumor de Copla, Minueto del Majo, ¡Ay, Malagueña!, Aire Vasco, Segoviana, Bolero Menorquín)
- Sonata-Fantasía
- Sonatina in A
- Sonatina y variación (Non è la stessa sonata sopra)
- Suite castellana (Fandanguillo, Arada, Danza)
- Suite miniatura (Llamada, Tremolo, Vals, Divertimento)

## Filmografia (parziale)
- Marocco (La canción de Aixa), regia di Florián Rey - musiche originali (1939)